# Quietus

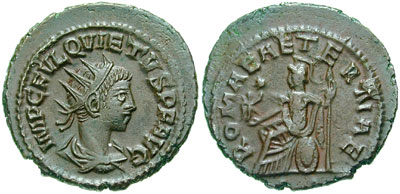
Ein Antoninian des Quietus, der das ewige Rom feiert

Titus Fulvius Iunius Quietus († 261) war ein römischer Gegenkaiser.
Quietus war der jüngere Sohn des Kommandeurs Fulvius Macrianus. Im Jahr 260, nach der Gefangennahme und Tötung Kaiser Valerians durch die Sassaniden, wurde er mit Unterstützung seines Vaters und Ballistas, des Prätorianerpräfekten Valerians, gemeinsam mit seinem älteren Bruder Macrianus Minor zum Kaiser erhoben. Ihre Herrschaft wurde offenbar im Osten des Reiches zunächst weitgehend anerkannt, wie Inschriften und Münzen belegen; seit dem Sommer 261 erkannte man sie aber in Ägypten nicht mehr an, wo wieder Münzen des Gallienus geprägt wurden.
Quietus blieb mit Ballista im Osten, während sein Bruder und sein Vater mit ihrer Armee nach Westen marschierten, um die Kontrolle über das römische Reich zu erhalten. Nach der Niederlage und dem Tod der beiden in Thrakien im Jahr 261, geriet auch die Herrschaft des Quietus in Gefahr. Dieser residierte zusammen mit Ballista in Emesa. Dort wurde Quietus wohl von der aufgebrachten Bevölkerung und Ballista von Septimius Odaenathus von Palmyra getötet.